# Contea di Champaign (Illinois)
La contea di Champaign (in inglese Champaign County) è una contea dello Stato dell'Illinois, negli Stati Uniti. La popolazione al censimento del 2000 era di 179 669 abitanti. Il capoluogo di contea è Urbana.